# Matti Pellonpää
Matti Pellonpää (ur. 28 marca 1951 w Helsinkach; zm. 13 lipca 1995 w Vaasa) – fiński aktor filmowy i telewizyjny, także muzyk. Znany głównie z licznych kreacji w filmach braci Akiego i Miki Kaurismäkich. Laureat Europejskiej Nagrody Filmowej dla najlepszego aktora za rolę w filmie Życie cyganerii (1992) Akiego Kaurismäkiego. Zagrał również w Nocy na Ziemi (1991) Jima Jarmuscha.